# Altamira (microregio)
Altamira is een van de 22 microregio's van de Braziliaanse deelstaat Pará. Zij ligt in de mesoregio Sudoeste Paraense en grenst aan de microregio's Almeirim, Cametá, Itaituba, Portel, Santarém, São Félix do Xingu, Tucuruí en Colider (MT). De microregio heeft een oppervlakte van ca. 226.195 km². In 2015 werd het inwoneraantal geschat op 294.165.
Acht gemeenten behoren tot deze microregio:
- Altamira
- Anapu
- Brasil Novo
- Medicilândia
- Pacajá
- Senador José Porfírio
- Uruará
- Vitória do Xingu

Mesoregio's: Baixo Amazonas · Marajó · Metropolitana de Belém · Nordeste Paraense · Sudeste Paraense · Sudoeste Paraense

Microregio's: Almerim · Altamira · Arari · Belém · Bragantina · Cametá · Castanhal · Conceição do Araguaia · Furos de Breves · Guamá · Itaituba · Marabá · Óbidos · Paragominas · Parauapebas · Portel · Redenção · Salgado · Santarém · São Félix do Xingu · Tomé-Açu · Tucuruí